# 문태갑

문태갑(文胎甲, 1930년 2월 25일~2024년 10월 30일)은 대한민국의 군인, 언론 출신 정치인이다. 출생지는 경상북도 달성군 화원면 본리리, 본관은 남평이다.
1952년 육군 사병 입대, 군대 복무 시절 한국 전쟁에 1년간 참전한 전력이 있고 1955년 군에서 제대하였다. 서울대학교 상과대학을 졸업했으며 졸업 이후 동양통신에 입사했다.
유신정우회 소속으로 제9대 국회의원을 지냈으며 1979년부터 1980년까지 국무총리비서실장을 지냈다. 이후에는 서울신문 사장직을 역임했다.

## 학력
- 수창초등학교
- 경북중학교
- 경북고등학교
- 서울대학교 상과대학 경제학과 졸업

## 약력
- 1958년 동양통신 수습 기자 입사
- 동양통신 정치부 부장
- 동양통신 편집부 부장
- 동양통신 편집국 부국장
- 1973년 동양통신 퇴사
- 국무총리 비서실장
- 서울신문 사장
- 한국신문협회 회장
- 서울올림픽 조직위원회 집행위원
- 성장발전저해요인개선 심의위원
- 한미친선협회 이사
- 범민족올림픽추진중앙협회 추진본부장
- 한국청소년연맹 총재
- 국민체육진흥공단 이사장
- 대한체육회 고문
- 성곡언론문화재단 사외이사
- 1973년~1979년 : 제9대 국회의원(유신정우회)

## 역대 선거 결과
| 실시년도 | 선거 | 대수 | 직책     | 선거구           | 정당       | 득표수 | 득표율      | 순위 | 당락 | 비고 |
| -------- | ---- | ---- | -------- | ---------------- | ---------- | ------ | ----------- | ---- | ---- | ---- |
| 1973년   | 총선 | 9대  | 국회의원 | 통일주체국민회의 | 유신정우회 |        | \| \| 0% \| | 지명 |      | 초선 |
|          | 0%   |      |          |                  |            |        |             |      |      |      |

## 가족 관계
- 아버지: 문강만(1906년~1990년 10월 13일)
- 어머니: 광주 노씨(~몰년 미상)
- 사촌형: 문희갑
- 배우자(~2009년 2월 4일)
  - 아들: 문병기
  - 딸: 문상원

## 같이 보기
- 송지영
- 신현확
- 정재호